# Salva Kiir Mayardit
Salva Kiir Mayardit (Bahr al-Ghazal, 1951) és un polític africà, membre de l'ètnia dinka, president del Sudan del Sud. Anteriorment havia estat president i vicepresident del govern autònom sud-sudanès i vicepresident del Sudan.
Va participar en la Primera guerra civil sudanesa amb l'Anya-Anya I, i al final de la guerra (1972) com a oficial dels rebels va ingressar a l'exèrcit sudanès.
El juny de 1983 es va unir a John Garang en la seva rebel·lió, quan fou enviat a Bor per dominar el motí del tinent coronel Kerubino Kwanyin Bol (16 de maig de 1983). Fou un dels fundadors del Moviment d'Alliberament del Poble Sudanès (conegut com a SPLM) i de l'Exèrcit d'Alliberament del Poble Sudanès (SPLA) i va arribar a cap de la branca militar.
Va participar en les converses amb el govern a Nairobi (agost de 1994). Entre 2002 i 2005 va participar en les converses amb el govern que van portar a l'Acord de Pau Complet d'aquest darrer any (signat el 9 de gener del 2005). Kiir fou nomenat vicepresident del govern autònom de Sudan del Sud.

## President de Sudant del Sud
A la mort de John Garang a finals de juliol de 2005, el va substituir com a vicepresident de Sudan (11 d'agost del 2005) i president del govern autònom de Sudan del Sud (el càrrec de vicepresident va passar a Riak Machar). Quan es va obrir el consell legislatiu de Sudan del Sud a Juba (setembre 2005) hi va estar present i l'octubre va anunciar la formació d'un govern. El novembre es va produir una escissió al SPLM per la disputa pel càrrec de president entre Minni Arkou Minnawi (que fou elegit) i Abdelwahid Mohamed en-Nour, i Kiir va aconseguir un compromís entre les dues faccions. El desembre del 2005 va signar la constitució de Sudan del Sud. Des de la independència del Sudan del Sud, el 9 de juliol de 2011, n'ha estat l'únic president.

## Guerra Civil sud-sudanesa
Al desembre de 2013 Kiir va acusar Riek Machar d'intentar un cop d'estat. Machar va negar-ho i va esclatar la lluita entre el Moviment d'Alliberament del Poble del Sudan (SPLM) i SPLM-IO. El gener del 2014 es va arribar al primer acord d'aturada al foc. Els combats van continuar i seguits per diversos acords de cessament del foc. L'agost de 2015 es va signar un acord de pau i Machar va tornar a Juba el 2016 sent nomenat vicepresident.
Després de nous combats a Juba, el SPLM-IO va fugir cap a la propera i pacífica regió equatoriana. Kiir va substituir Machar com a vicepresident primer amb Taban Deng Gai, dividint l'oposició. L'agost de 2018, va entrar en vigor un altre acord de repartiment de poder. El 22 de febrer de 2020, els rivals del Sud-Sudan Salva Kiir i Riek Machar van arribar a un acord d'unitat i van formar un govern de coalició.